# Martin Grabert
Martin Heinrich Bruno Grabert (* 15. Mai 1868 in Arnswalde; † 23. Januar 1951 in Berlin) war ein deutscher Komponist und Organist.

## Leben
Bereits mit neun Jahren kam Grabert nach Berlin in die Obhut seines Onkels Hermann Putsch (1839–1909), einem Komponisten und Gesangspädagogen. Bereits während seiner Schulzeit am Friedrichs-Realgymnasium (an dem sein Onkel Musiklehrer war) studierte Grabert Klavier und Violine an der Neuen Akademie der Tonkunst (Kullak-Akademie). Nach dem Abitur setzte er seine professionelle Ausbildung von 1887 bis 1888 am Königlichen Akademischen Institut für Kirchenmusik fort, die er von 1888 bis 1891 bei Heinrich Bellermann (Dirigieren) und Woldemar Bargiel (Meisterklasse für Komposition) an der Preußischen Akademie der Künste abschloss. 1891 erhielt er ein Stipendium der Giacomo-Meyerbeer-Stiftung für Tonkünstler, mit dem er einen einjährigen Aufenthalt in Italien bestritt. 1894 wurde er mit dem Mendelssohn-Preis für Komposition ausgezeichnet.
1894/95 war Grabert für eine Spielzeit Zweiter Kapellmeister am Rostocker Thaliatheater. Anschließend wechselte er wieder nach Berlin und wirkte als Organist und Chordirigent von 1895 bis 1897 an der neu erbauten Kaiser-Friedrich-Gedächtniskirche, dann von 1897 bis 1924 in gleicher Position an der Dorotheenstädtischen Kirche und schließlich ab Oktober 1924 bis zu seiner Pensionierung 1938 an der Steglitzer Markuskirche. Danach war er ehrenamtlich weiterhin als Organist und Chordirigent tätig.
Daneben leitete er ab 1897 fast 50 Jahre lang den Brinkmannschen Gesangverein, einen von seinem Schwiegervater Carl Brinkmann (1834–1895) gegründeten, gemischten Chor. Von 1906 bis 1920 war er zusätzlich Dirigent eines Frauenchores, des Putsch'schen a-cappella-Gesangvereins und ab etwa 1912 bis in die 1930er Jahre unterrichtete er Orgel und Harmonium am Konservatorium John Petersen.
1905 wurde er zum Königlichen Musikdirektor ernannt, 1926 zum Studienrat. 1938 wurde er mit dem Professorentitel ausgezeichnet.

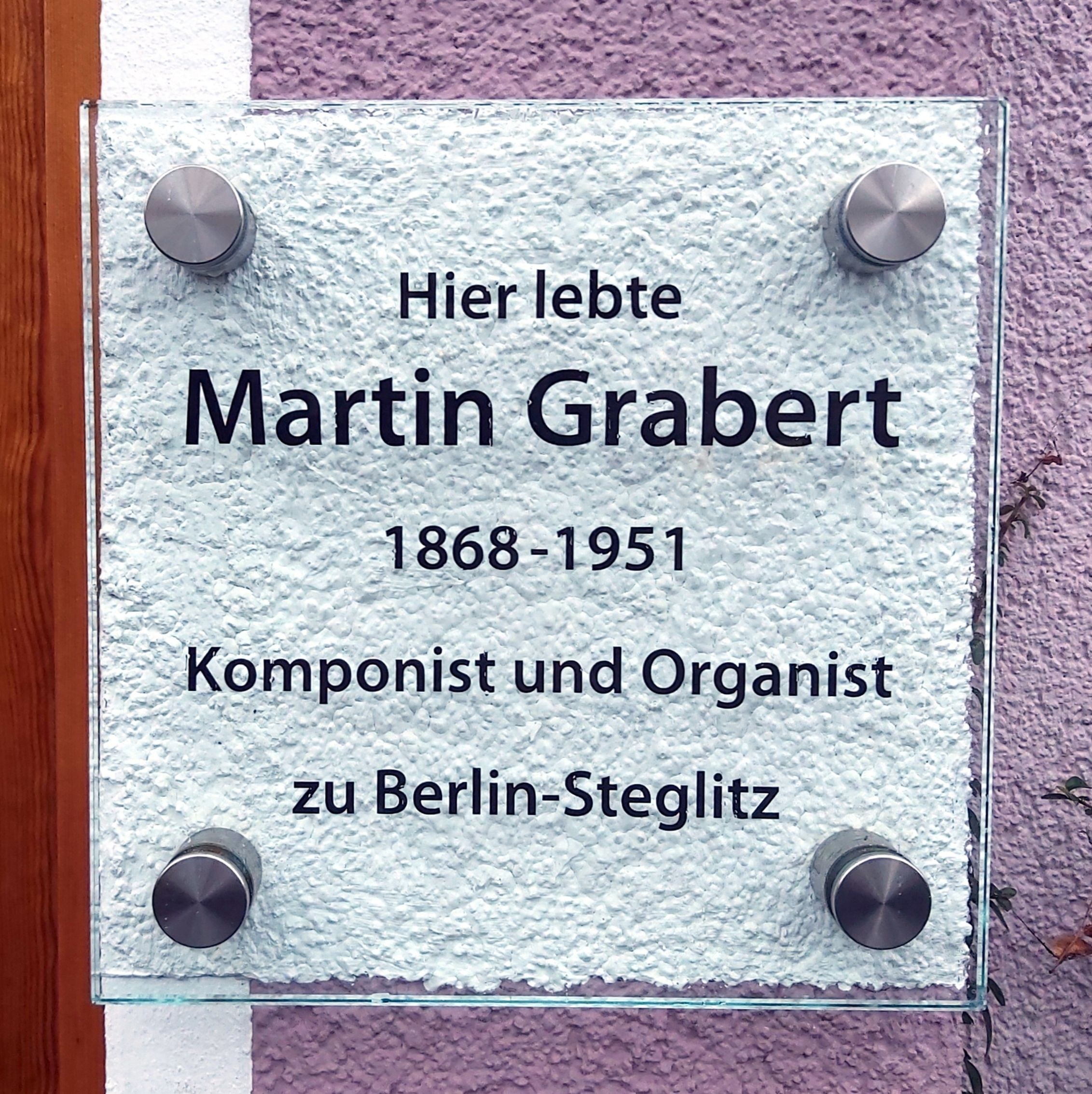
Gedenktafel am Nachfolgebau von Martin Graberts Wohnhaus in der Albrechtstraße 32 A in Berlin-Steglitz

Grabert komponierte zahlreiche Werke geistlicher Musik, Kammermusik sowie Chor- und Orgelwerke. Teile seines Nachlasses bewahren die Zentral- und Landesbibliothek Berlin und die Staatsbibliothek zu Berlin.
Er war seit 1899 mit Fanny Grabert, geb. Brinkmann (* 1875 Steglitz; † 1951 ebendort) verheiratet.
Das gemeinsame Grab befindet sich auf dem Friedhof Steglitz (Abt. IE-1 W-Osten-7).

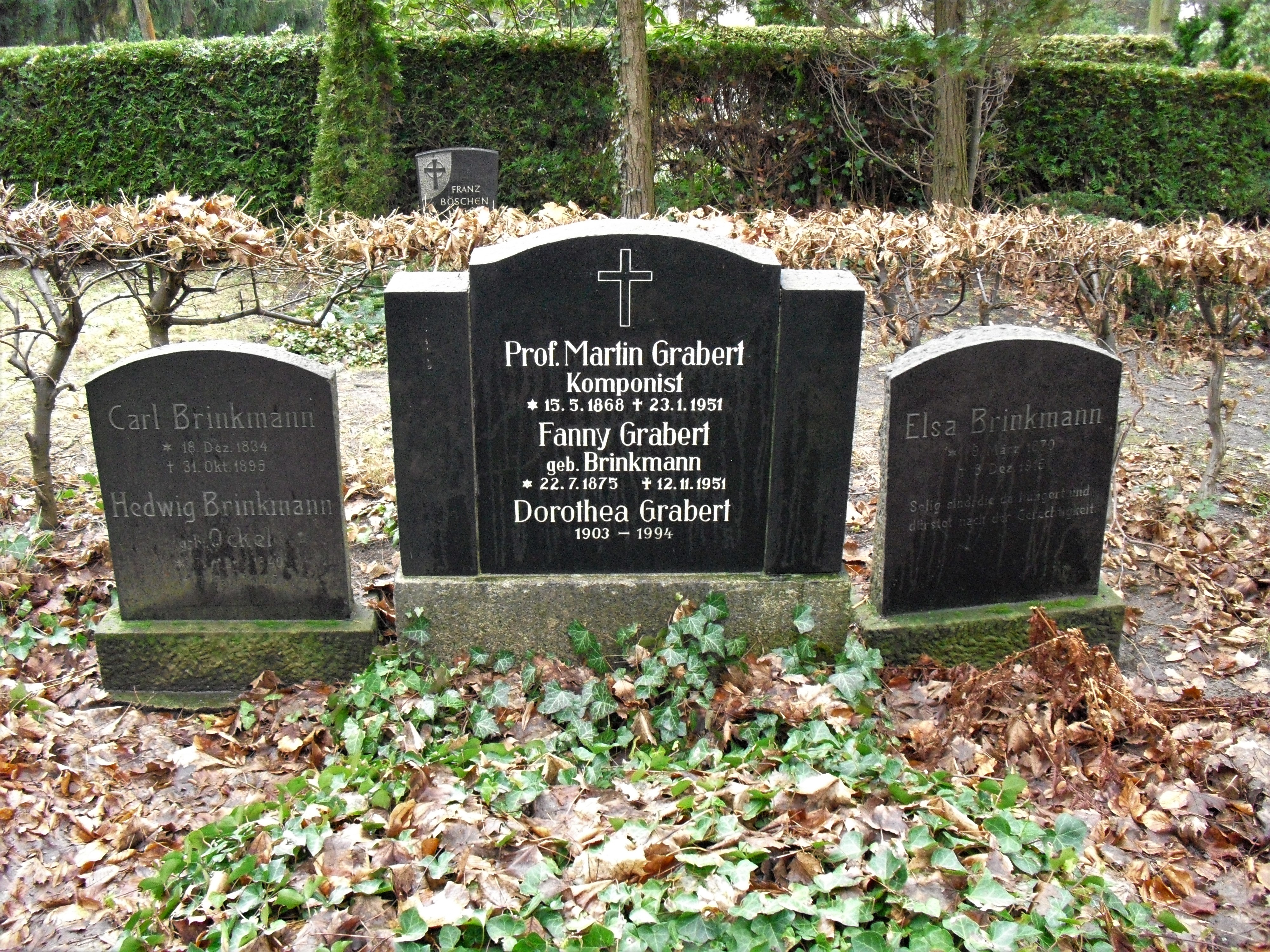
Martin Graberts Grabstein auf dem Friedhof Steglitz

## Ehrungen
Seit Juli 1957 ist in Berlin-Steglitz eine Straße nach ihm benannt; 1964 wurde in dieser Straße die Musikschule des Bezirks Steglitz eröffnet.
Im Herbst 2022 wurde am Nachfolgebau des Hauses Albrechtstraße 32, in dem Grabert ab ca. 1908 lebte, eine Gedenktafel angebracht.

## Werke (Auswahl)
- Fünf Lieder für gemischten Chor a cappella op. 1 (1891)
- Fünf Lieder für eine Singstimme und Klavier op. 3 (1893)
- Mein Lieb, was hab’ ich dir gethan. Madrigal für sechsstimmigen Chor op. 6 (1894)
- Geistliche Gesänge für gemischten Chor op. 18 (1898)
- Quintett für Pianoforte, 2 Violinen, Bratsche und Violoncello op. 22 (1905)
- Pharisäer und Zöllner. Kantate nach Worten der heiligen Schrift für Chor und Soli mit Begleitung von Streichquartett, 2 Oboen und Orgel op. 24 (1907)
- O Tod, wie bitter bist du! Kantate nach Worten der heiligen Schrift op. 25 (1907)
- Dies ist der Tag, den der Herr macht. Festhymnus für zweistimmigen Chor und Klavier op. 36 (1910)
- Im Walde. Sechs Klavierstücke op. 41 (1912)
- Sonate für Oboe und Klavier g-Moll op. 52 (1921)
- Sechs Gottsucher-Lieder von Gustav Schüler op. 53 (1924)
- Hanna und Simon. Kirchenkantate für gemischten Chor, Soli, Streichorchester und Orgel op. 60 (1927)
- (Vier) Weihnachtslieder von Friedrich Walther op. 64 (1930)
- (Sechs) Eichendorff-Lieder für gemischten Chor op. 73 (1942)[7]

## Tondokumente
Als Schallplatteneinspielungen finden sich von den Chorwerken die Motette Jubilate Deo op. 8 in einer Aufnahme mit dem Basilica-Chor der St. Hedwigs-Kathedrale unter Leitung von Pius Kalt (aufgenommen 1925, erschienen auf Grammophon 66111), An’s Vaterland, an’s teure, schliess’ Dich an mit dem Potsdamer Madrigalchor unter Karl Landgrebe (Text nach Friedrich Schiller; aufgenommen 1930, Electrola E.G. 1893) und Das Reis op. 69 Nr. 1 mit dem Staats- und Domchor Berlin unter Alfred Sittard (nur der erste Vers; aufgenommen 1938, Grammophon 10911).
Heinrich Schlusnus, einer der renommiertesten Liedersänger seiner Generation, nahm 1943 das Lied der Glockenblumen, op. 65 Nr. 5 auf (Begleitung Sebastian Peschko, Grammophon 62849).
Auf CD sind zwei Aufnahmen der Sonate für Oboe und Klavier g-Moll op. 52 erschienen: mit Peter Bree (Oboe) und Paul Komen (Klavier) (aufgenommen 1981, Etcetera) sowie mit Katsuya Watanabe (Oboe) und Arisa Kobayashi (Klavier) (aufgenommen 2020, Profil).